# E.ON
E.ON (ponegdje i E·ON), europska tvrtka ↓b1 sa sjedištem u njemačkom gradu Essenu. Najveći je svjetski ulagač u pružatelje usluga za električne programe i rukovoditelj sedam nuklearnih elektrana na području SR Njemačke. Također, upravlja vjetroelektranama u Ujedinjenom Kraljevstvu, Švedskoj, Poljskoj, Njemačkoj i SAD-u te drugim postrojenjima za proizvodnju obnovljive energije u Češkoj, Mađarskoj, Italiji, Francuskoj, Rumunjskoj i Slovačkoj.
Posluje u 30 država i opslužuje 33 milijuna korisnika. Zapošljava više od 56 000 zaposlenika. Ime tvrtke dolazi od grčke riječi aeon koja označava eon, određeno vremensko razdoblje. Na engleskom se slovka kao "eon", pri čemu slovo E predstavlja energiju, a "on" osvjetljenje (iluminaciju) za budućnost. Osnovana je 2000. godine.
Jedan je od članova Njemačkog dioničkog indeksa (DAX-a) ↓b2 i burzovnog indeksa Dow Jonesa Global Titans 50 (50 svjetskih titana) ↓3